# Evangélikus templom (Mariehamn)

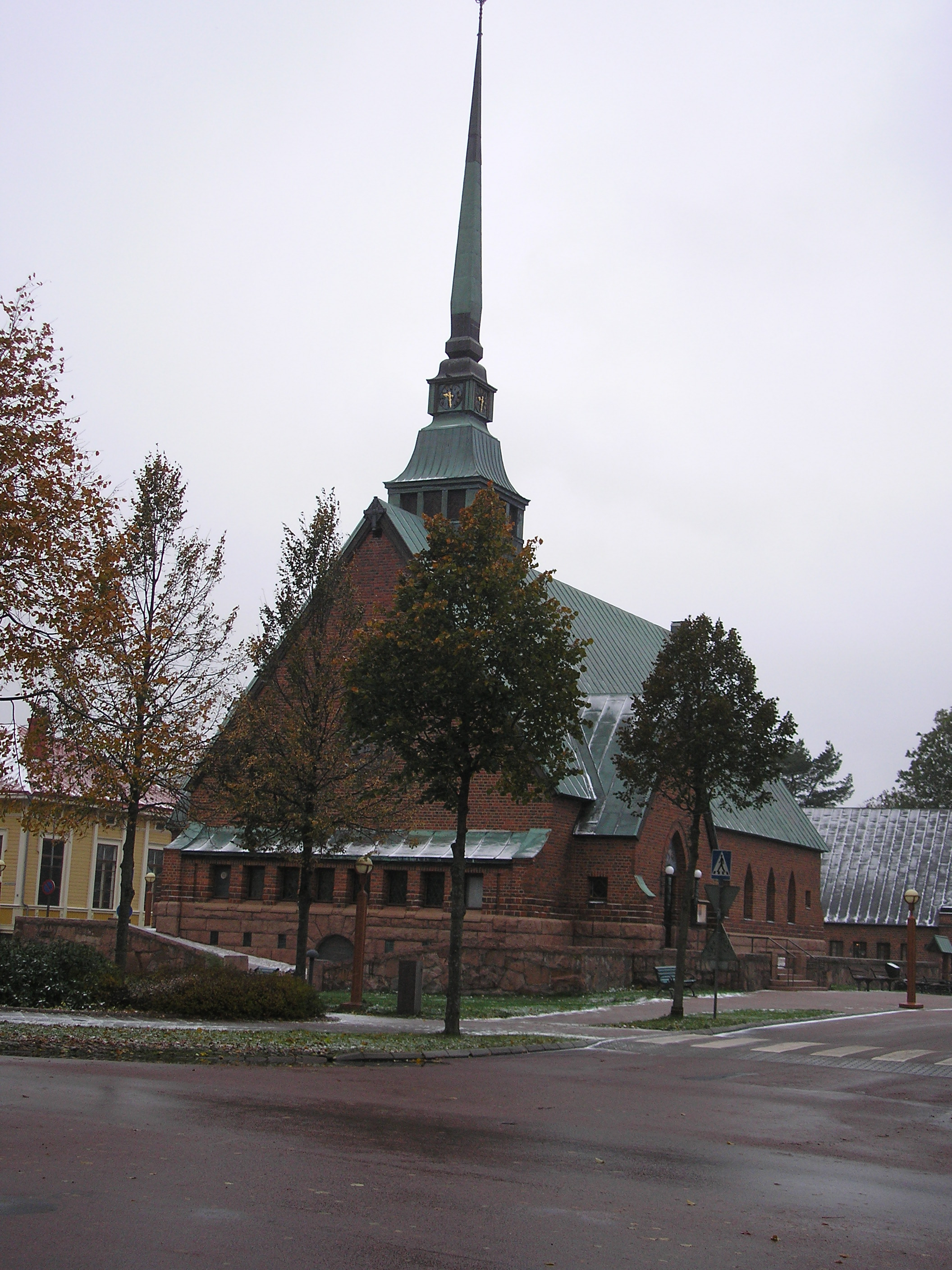
A Szent-György evangélikus templom
svédül: „St. Görans kyrka”

A mariehamni evangélikus templom August Troberg ålandi hajótulajdonos és felesége adományaiból épült 1926-1927 között Lars Sonck finn építész tervei alapján. A  belsőépítész Bruno Tuukkanen volt. Fritjof Lindholm bővítette 1959-ben. Az Åland-szigetek egyik legújabb építésű templomának számít. Mariehamn történelmi belvárosában található. Tornya magassága 30 méter, az orgonája a legnagyobb Åland-ban.

## Fordítás
- Ez a szócikk részben vagy egészben  a   Pyhän Yrjön kirkko című finn Wikipédia-szócikk fordításán alapul.  Az eredeti cikk szerkesztőit annak laptörténete sorolja fel. Ez a jelzés csupán a megfogalmazás eredetét és a szerzői jogokat jelzi, nem szolgál a cikkben szereplő információk forrásmegjelöléseként.